# Peromyscus gardneri
Peromyscus gardneri és una espècie de mamífer rosegador de la família dels cricètids. És endèmic de l'oest de Guatemala. Té una llargada total de 265,4 mm i les orelles de 25,4 mm. L'espècie fou anomenada en honor del biòleg estatunidenc Alfred L. Gardner. Com que fou descoberta fa poc, l'estat de conservació d'aquesta espècie encara no ha estat avaluat formalment.